# Isles of Mosana
Isles of Mosana – dwie wysepki atolu Vaitupu w Tuvalu. 